# Mologa (flod)
Mologa (russisk: Молога, tr. Mologa) er en flod i Maksatikhinskij, Bezjetskij, Lesnoj, og Sandovskij rajoner i Tver oblast, Pestovskij rajon i Novgorod oblast, og Ustjuzjenskij og Tjerepovetskij rajoner i Vologda oblast Rusland. Mologa er en venstre biflod til Volga. Det nederste løb af Mologa er blevet forvandlet til Rybinskreservoiret. Floden er 456 km lang, og har et afvandingsområde på 29.700 km². Mologa har et stort antal bifloder og løber igennem et sumpet område før udmundingen i Rybinskreservoiret.

## Flodens løb
Mologas udspringer i en mose nær landsbyen Kljutjevaja, Maksatikhinskij rajon i Tver oblast i Valdajhøjderne. Den øverste del af Mologa er en langsom bugtende flod 10-20 m bred.
Før Bezjetsk bredder Mologa sig over 100-600 m og løber gennem en række søer med sumpede bredder. Flodløbet er opdelt i arme omkring mange øer.
Nedstrøms løber Mologa ud en stor sø, Verestovo, der har sumpede bredder og kraftig sivvækst. Omkring Verestovosøen er floddalen omkring 4 km bred, hvoraf flodlejet udgør 1-1,5 km.
I Maksatikhinskij rajon munder Rivitsa og Voltjina ud i Mologa og svinger mod nord. Flodens bredde øges til 60 meter og strømmen er blevet stærkere, bredderne er bevokset med fyretræer. Ved udmundingen af Saragozja præges Mologa af strømfald, hvor den krydser nogle moræneaflejringer.
Omkring byen Pestovo bredder Mologa sig til omkring 100 meter med bredde strande. Efter sammenløbet Kobozja er Mologa mere end 150 m bred. Pestovo blev mulig at besejle efter bygningen af Rybiskdæmningen. Efter udmundingen af Tjagoda påvirkes floden af opstemningen i Rybinskreservoiret, og flodens bredde stiger til 200 meter eller mere.
Langs floden ligger byerne Bezjetsk (22.196(2016)), Ustjuzjna (8.859(2015)) og Pestovo (15.593(2016))
Mologa fryser til i mellem slutningen af oktober og begyndelsen af december, og er isfri fra april og begyndelsen af maj. Floden er sejlbar til byen Pestovo i Novgorod oblast

## Bifloder
Mologa har mere end 40 bifloder, de længste er Voltjina (106 km), Kobozja (184 km) og Tjagoda (242 km).
| Bifloder til Mologa mere end 30 km lange, listet nedstrøms | Bifloder til Mologa mere end 30 km lange, listet nedstrøms | Bifloder til Mologa mere end 30 km lange, listet nedstrøms | Bifloder til Mologa mere end 30 km lange, listet nedstrøms | Bifloder til Mologa mere end 30 km lange, listet nedstrøms | Bifloder til Mologa mere end 30 km lange, listet nedstrøms |
| Venstre biflod                                             | længde (km)                                                | afvandingsområde                                           | Højre biflod                                               | længde (km)                                                | afvandingsområde                                           |
| ---------------------------------------------------------- | ---------------------------------------------------------- | ---------------------------------------------------------- | ---------------------------------------------------------- | ---------------------------------------------------------- | ---------------------------------------------------------- |
| Rivitsa                                                    | 49                                                         | Tver oblast                                                | Ostretjina                                                 | 52                                                         | Tver oblast                                                |
| Voltjina                                                   | 106                                                        | Tver oblast                                                | Ratynja                                                    | 69                                                         | Tver oblast                                                |
| Keza                                                       | 36                                                         | Tver oblast                                                |                                                            |                                                            |                                                            |
| Saragozja                                                  | 53                                                         | Tver oblast                                                |                                                            |                                                            |                                                            |
| Kirva                                                      | 69                                                         | Novgorod oblast Vologda oblast                             |                                                            |                                                            |                                                            |
| Kobozja                                                    | 184                                                        | Novgorod oblast Vologda oblast                             |                                                            |                                                            |                                                            |
| Tjagoda                                                    | 242                                                        | Leningrad oblast Vologda oblast                            |                                                            |                                                            |                                                            |